# Jana propinquestria
Jana propinquestria är en fjärilsart som beskrevs av Embrik Strand 1911. Jana propinquestria ingår i släktet Jana och familjen Eupterotidae. Inga underarter finns listade i Catalogue of Life.